# Руфанов, Иван Гурьевич
Иван Гурьевич Руфа́нов (1884—1964) — советский хирург. Академик АМН СССР (1944). Заслуженный деятель науки РСФСР (1940)

## Биография
Иван Гурьевич Руфанов родился 15 января 1884 года в Переславле-Залесском, в многодетной бедной семье местного фельдшера. Учился в Переславском духовном училище. В 1905 году окончил курс Владимирской духовной семинарии.
В 1911 году окончил Медицинский факультет Московского университета. Оставлен ординатором в хирургической госпитальной клинике, которой руководил профессор-хирург А. В. Мартынов. С началом Первой мировой войны ушёл добровольцем в армию в качестве хирурга. С 1918 до 1923 года служил в Красной армии. Демобилизовавшись, возвратился в клинику Мартынова на должность ассистента. В 1924 году защитил докторскую диссертацию «Панкреатиты в связи с заболеваниями желчных путей (холецистопанкреатиты)».
В 1930 году возглавил кафедру общей хирургии лечебного факультета 2-го Московского медицинского института, одновременно являясь деканом и заместителем директора института. Под руководством Руфанова на кафедре общей хирургии исследовались следующие хирургические проблемы: острая гнойная инфекция, сепсис, течение раневого процесса, послеоперационный период, заболевания суставов, печеночно-почечный синдром в хирургии.
С 1938 года по совместительству — заместитель начальника Главного управления учебных заведений Наркомздрава СССР. С 1939 года —  руководитель хирургического отделения Всесоюзного института экспертизы трудоспособности.

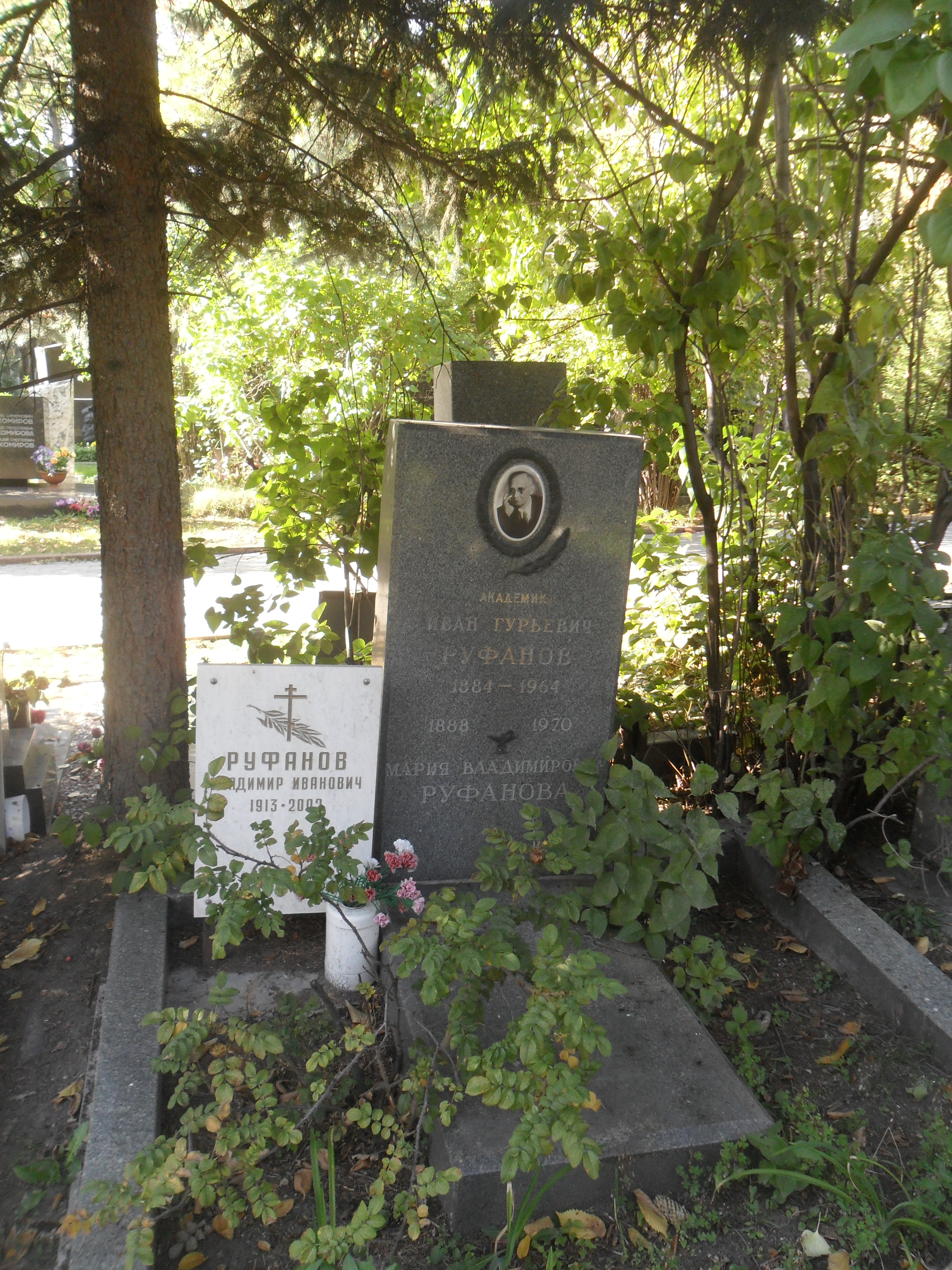
Могила Руфанова на Новодевичьем кладбище Москвы.

В 1941—1945 годах — главный хирург управления эвакогоспиталями Наркомздрава СССР. В 1943 году впервые в СССР стал применять пенициллин для лечения раненых. В 1942—1952 годах возглавлял кафедру общей хирургии 1-го Московского медицинского института, базировавшуюся в больнице № 23 объединения «Медсантруд». Проводил научную разработку проблемы ран. Впоследствии работал деканом медицинского факультета 1-го Московского университета. В 1956 году Руфанов на базе больницы имени С. П. Боткина организовал лабораторию по клинической апробации антибиотиков.
С 1944 года—  действительный член АМН СССР. Долгие годы был членом её Президиума.
Был членом редколлегий журналов «Госпитальное дело», «Клиническая медицина», в котором он вёл основанную им рубрику «Рефераты и рецензии», «Хирургия», членом экспертной комиссии ВАК, член правления хирургического общества Москвы и Московской области, заместителем председателя Всесоюзного общества хирургов, возглавлял клиническое отделение Комитета по антибиотикам, в течение многих лет был руководителем Учёного Совета Минздрава СССР. В течение 12 лет (1934—1946) избирался депутатом Московского Совета депутатов трудящихся.
Под руководством Руфанова защищено 12 докторских и более 30 кандидатских диссертаций. Он — автор четырёх монографий и свыше ста пятидесяти научных работ, имеющих актуальное значение для клинической хирургии. Написал ряд популярных брошюр. Вместе с академиком А. Н. Бакулевым был редактором сочинений Н. И. Пирогова в восьми томах, изданных в 1957—1962 годах.   
Скончался 15 июня 1964 года. Похоронен на Новодевичьем кладбище.

## Научная деятельность
В 1936 году Руфанов разработал учение о фазах течения раневого процесса, которое легло в основу местного применения антибиотиков и антисептиков на определённом этапе лечения и широко применяется в хирургической клинике при лечении ран.
Внёс крупный вклад в разработку вопросов дооперационной подготовки больных и послеоперационного течения. Изучение физиологических функций в норме и патологии позволило Руфанову обосновать особое значение в подготовке больных к операции возмещения белкового состава сыворотки крови, определить показания и противопоказания к переливанию крови, а также необходимость полноценного обеспечения организма соответствующими витаминами.
Руфанов изучал столбняк и сепсис, что позволило до появления антибиотиков успешно бороться с этими осложнениями. Впервые в СССР провёл всестороннее изучение действия пенициллина и продления его действия с помощью пирамидона.

## Награды
- 1940 — заслуженный деятель науки РСФСР.
- 1 июня 1942 — орден Ленина — за успешное проведение противоэпидемических мероприятий и самоотверженную работу в эвакогоспиталях по лечению бойцов и командиров Красной Армии, раненных в боях с немецкими захватчиками.
- 14 января 1944 — орден Трудового Красного Знамени.
- ? — орден Ленина.